# Liste des évêques d'Asti
La liste des évêques d'Asti recense les noms des évêques qui se sont succédé sur le siège épiscopal d'Asti, dans la région du Piémont en Italie. Le diocèse d'Asti est suffragant de l’archidiocèse de Turin.

## Évêques
- Sant’ Evasio 330–358
- P… (398)
- Eusèbe Ier (?)
- Sant'Aniano di Asti † (Ve siècle)
- Anastase † Ve siècle
- Pasteur Ier (?) † (Ve siècle) (vers 451)
- Maiorano† (vers 465)
- Landolfo (vers 491)
- Eusèbe II II (vers 533)
- Secondo † (vers 590)
- Pasteur II (vers 650)
- Benenato † (vers 679)
- Evasio † (685 - 713)
- Evasino † (vers 774)
- St. Bernulfo (vers 800)
- Eilulfo Ier (?)
- Staurace Ier (vers 862)
- Egidolfo † (vers 864)
- Ilduino † (876 - 880)
- Joseph † (881 - 887)
- Staurace II † (892 - 899)
- Eilolfo II † (901 - 902)
- Audace (vers 904)
- Otton Ier ou II (?)
- Bruningo † (937 - 964)
- Rozone † (966 - 989)
- Pietro Ier † (992 - 1008)
- Alrico † (1008 - 1034)
- Oberto Ier † (1037 - 1040)
- Pietro II † (1040 - 1054)
- Girelmo † (1054 - 1065)
- Ingone † (1066? - 1080)
- Othon, Ot(t)on, Od(d)on III † (1080 - vers 1088-1102), probablement le fils du comte Othon Ier
- Landolfo di Vergiate † (1130 - 1132/1134)
- Otton IV † (1133/1134 - 1142)
- Nazaire Ier † (1142/1143 - 1146)
- Anselme † (1146/1148 - 1173)
- Guglielmo di Cabriano † (1173 - 1191)
- Nazaire II † (1192 - 1196)
- Boniface I † (1198 - 1206)
  - Rebuffo † (1206 - 1210) (administrateur)
- Guidetto † (1210 - 1218)
- Giacomo † (1219 - 1236)
- Oberto II † (1237 - 1244)
- Boniface II Radicati (vers 1245)
- Corrado Radicati (vers 1260)
- Oberto III (vers 1283)
- Guido II Valperga (vers 1295)
- Arnaldo De Rosette (vers 1327)
- Baldracco Malabaila (vers 1348)
- Jean de Malabaïla (Malabayla, Malabaila) (Giovanni Malabaila) (vers 1354)
- Francesco Morozzo Ier (vers 1376)
- Francesco II Galli (vers 1381)
- Alberto Guttuario (vers 1409)
- Bernardo Landriani (vers 1439)
- Filippo Bandone Roero (vers 1446)
- Scipione Damiano (vers 1470)
- Vasino Malabaila (vers 1473)
- Pietro Damiano (vers 1476)
- Raffaele dei marchesi (vers 1496)
- Antonio Trivulzio † (1499 - 1508)
- Alberto Roero † (1508/1509 - 1509)
- Antonio Trivulzio † (1499 - 1518) ???
- Vasino II Malabaila (vers 1518)
- Ferdinando Serone (vers 1525) = Fernando de Gerona (Serone), O.S.A. (1525 - 1528)
- Ambrogio Talenti (vers 1528)
  - Agostino Trivulzio † (1528 - 1529) (administrateur apostolique)
- Scipione Roero † (1529 - 1548)
  - Agostino Trivulzio † (1536 - 1548)
- Bernardino Della Croce, B (vers 1548)
- Gaspare Capris † (1549 - 1567)
- Domenico della Rovere, O.P. † (1568 – 1587)
- Francesco Panigarola O.F.M. † (1587 - 1594)
- Cesare Benso † (1595 - 1595)
- Giovanni Stefano Aiazza † (1597 - 1618)
- Isidoro Pentorio † (1618 - 1621)
- Ottavio Broglia † (1624 - 1648)
- Paolo Vincenzo Roero, B † (1655 - 1665)
- Marc'Antonio Tomati † (1666 - 1693)
- Innocenzo Migliavacca (1693 - 1714)
- Giovanni Tosone (1727 - 1739)
- Giuseppe Filippo Felissano (1741 - 1757)
- Giovanni Filippo Antonio Sanmartino (1757 - 1761)
- Paolo Maurizio Caissotti (1762 - 1786)
- Pietro Giuseppe Arborio Gattinara d’Albano (1788 - 1809)
- François-André Dejean (it) (vers 1809)
- Antonio conte Faà di Bruno † (1818 - 1829)
- Michele Amatore Lobetti † (1832 - 1840)
- Filippo Artico (1840 - 1859)
- Carlo Savio † (1867 - 1881)
- Giuseppe Ronco † (1881 - 1898)
- Giacinto Arcangeli † (1898 - 1908)
- Luigi Spandre † (1909 - 1932)
- Umberto Rossi † (1932 - 1952)
- Giacomo Cannonero † (1952 - 1977)
- Nicola Cavanna † (1977 - 1980)
- Franco Sibilla (1980 - 1989)
- Severino Poletto (1989 - 1999)
- Francesco Guido Ravinale (it) (2000 - 2018)
- Marco Prastaro (it) (depuis 2018)